# 東森電影台
EBC東森電影，是東森電視旗下的頻道之一。

## 沿革
- 1995年8月，力霸友聯全線「力霸友聯U1電影台」開播。
- 力霸友聯全線成立頻道家族「友聯衛星電視台」（UTV）以後，力霸友聯U1電影台改名為「UTV電影台」。
- 1997年9月，UTV電影台改名為「東視電影台」。
- 1998年7月，東視電影台改名為「東森電影台」。
- 2005年1月1日，東森電影台定頻於有線電視62頻道。
- 約2008年7月以後，一部分過去曾歸類為三級片的香港、台灣電影和其他國外引進之電影於中華民國國家通訊傳播委員會的內部政策修改下，刪除了原本內容中含有情色和血腥（主要是全台首播時有打馬賽克的地方或者是出現明顯的煽情、性行為等動作，既使該電影劇本中沒有安排演員露點、血肉模糊的畫面）的片段，然後於2011年下半將部分動畫按照內容與劇情描述來重新分級。
- 2015年11月10日，更換台標為「EBC東森電影」。
- 2017年8月29日起，啟用高畫質版本「EBC東森電影HD」。
- 2020年6月1日，東森電影台改為24小時全日播出，收播時間改為每月第1個週四02:00~06:00。
- 2020年9月17日，啟用雙語服務。

## 本台播映情況
- 部分節目偶爾會有原音檔次[1]。
- 早期多數動畫與電影在周末晚間時段全台首播時，有少數在晚上七點後的重播會安排以日文原聲播出，同時相關宣傳廣告也以原版發音來呈現。約2009年後期受外在政策影響，逐漸停止播出所有動畫的日文原聲版本（宣傳預告亦然，至今保有日文原聲的僅餘頭文字D第五季以前的宣傳預告片），然後改播全中文配音的版本（特例是2014年2月全台首播的進擊的巨人）。與此模式相同的還有外國電影，最多是韓國、日本、泰國等其他國家的影集（除了少數與《尖峰時刻》系列類似的美國電影例外）。
- 目前播出的各種電影為以不同時間首次上映、然後票房受到廣大歡迎或者當時收視率高的港片和台灣片為大宗，其次是熱門動畫電影系列與韓片、然後是其他頻道和該頻道獨家引進的最新電影和有名的海外華語片。
- 於2014年到2015年初期有部分廣告時間會插播完整片長的大耳查布、《愛運動》的節目宣傳短片和《YoYo點點名》裡面的「Yoyoman的魔法ABC」小單元部分內容、以及在東森幼幼台的自製單曲宣傳（2017年6月之前包含自有品牌幼兒園的招生宣傳）。至今偶而會播出特殊性質廣告（知名命理商店和部分藥物商品推銷等等的電視廣告），通常後者整個廣告會播出將近8到10分鐘的時間。另外偶而會播出新電影的幕後花絮和製作秘辛，而且在官方公定的節目表上有記錄其播映時段。

## 外部連結
- 東森電影台 （页面存档备份，存于）（繁體中文）
- 東森電影洋片粉絲團的Facebook專頁
- 東森電影台的Instagram帳戶